# Port lotniczy Ruhengeri
Port lotniczy Ruhengeri – port lotniczy zlokalizowany w mieście Ruhengeri, w Rwandzie. Jest to trzeci co do wielkości aeroport tego kraju.